# لاونا کاوورو
لاونا کاوورو (انگلیسی: Lavena Cavuru؛ زادهٔ ۲۸ ژوئن ۱۹۹۴) بازیکن راگبی ۷ نفره زن اهل فیجی است.
وی در مسابقات کشوری و بین‌المللی در مجموع برندهٔ ۱ مدال برنز شده‌است.